# 豐岡站 (靜岡縣)

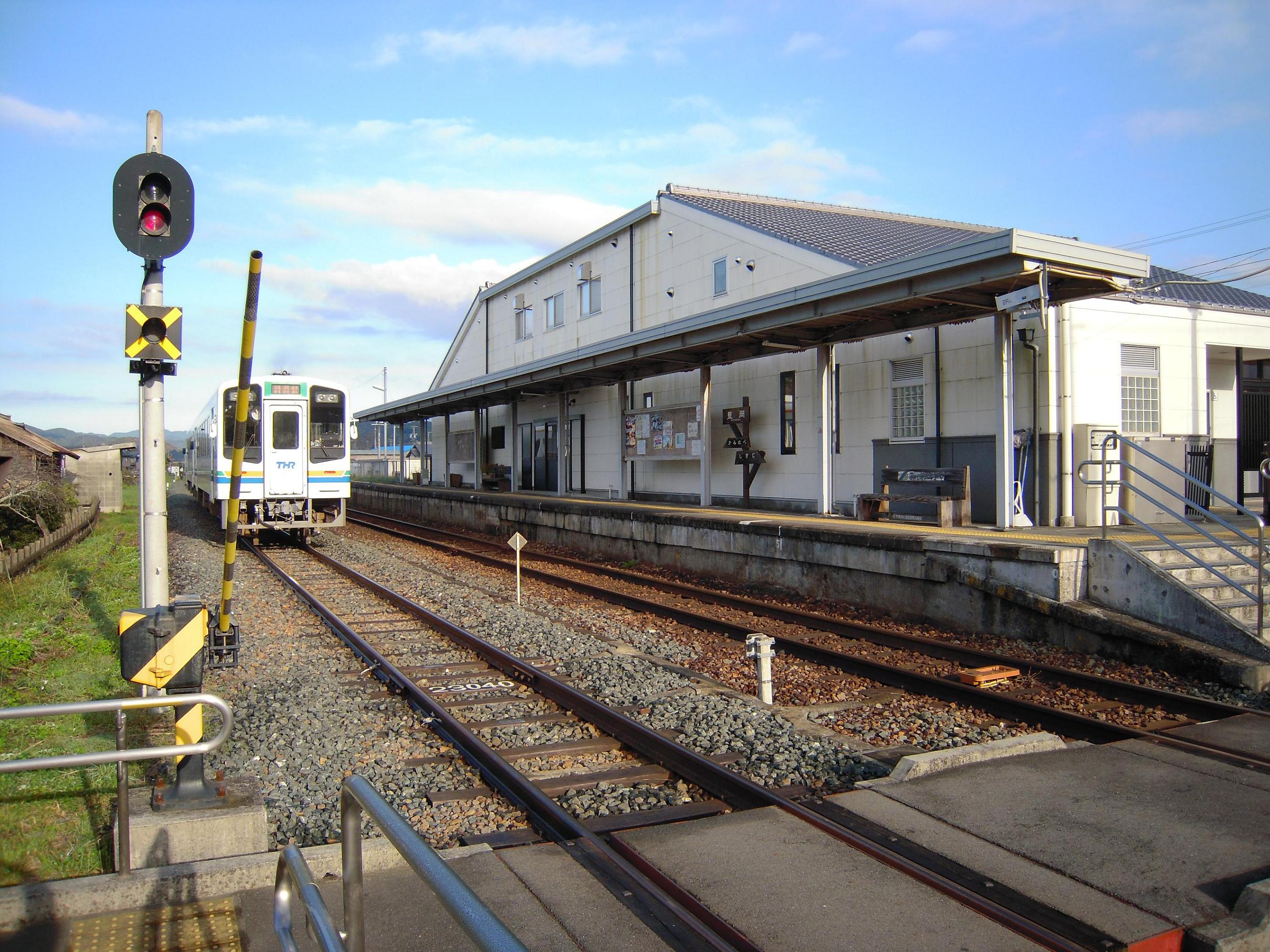
下行列車（2009年11月）

豐岡站（日语：／ Toyo-oka eki */?）是位於靜岡縣磐田市新開144番1號，天龍濱名湖鐵道的天龍濱名湖線車站。
車站名稱取自舊村名豐岡村。

## 歷史
- 1940年（昭和15年）6月1日 - 國鐵二俁線遠江森站至金指站之間開通，此站啟用。當時車站名為野部站，為一般車站。
- 1961年（昭和36年）5月16日 - 遠州鐵道柴油列車會經西鹿島站駛入至遠江森站。
- 1964年（昭和39年）2月1日 - 結束貨物起卸業務，成為旅客車站。
- 1966年（昭和41年）10月1日 - 遠州鐵道柴油列車不再駛入此線。在國鐵二俁線時代，野部站設有電氣路籤交會，為列車交會車站。
- 1987年（昭和62年）3月15日 - 二俁線由天龍濱名湖鐵道接管，成為天龍濱名湖鐵道車站。同時車站改名為豐岡站。下行月台停止使用，下行線改建成為待避線。
- 2002年（平成14年）12月22日 - 待避線改造完成，下行線再次可以使用[1]。
- 2003年（平成15年）2月18日 - 新車站大樓落成，大樓內設置了豐岡村商工會館。

## 車站構造
車站是一座地面車站，設有2面2線的相對式月台。從前此站只有1面1線的單式月台，在2002年增設1座月台，使可進行列車交會。
此站是無人車站。在2003年，車站大樓重建，新大樓內設有豐岡村商工會館（現時：磐田市商工會豐岡分所）。

### 月台
| 月台         | 路線          | 上下行 | 方向                               |
| ------------ | ------------- | ------ | ---------------------------------- |
| 車站大樓一方 | ■天龍濱名湖線 | 上行   | 遠州森、掛川方向                   |
| 車站大樓對面 | ■天龍濱名湖線 | 下行   | 天龍二俁、西鹿島、金指、新所原方向 |

## 使用狀況
以下為近年1日平均乘車人次
| 乘車人次變化 | 乘車人次變化      |
| 年度         | 一日平均 乘車人次 |
| ------------ | ----------------- |
| 2008         | 58                |
| 2009         | 65                |
| 2010         | 72                |
| 2011         | 71                |
| 2012         | 70                |
| 2013         | 72                |
| 2014         | 60                |
| 2015         | 64                |
| 2016         | 77                |
| 2017         | 74                |
| 2018         | 76                |

## 車站周邊
車站附近較多住宅，也有商店。
- Welcia藥局磐田豐岡站前店
- 遠州中央農業協同組合（日语：遠州中央農業協同組合）豐岡分店
- 野部郵局
- 磐田市立豐岡北小學
- 豐岡梅園
- 磐田市立豐岡中學

## 巴士路線
於豐岡站前路口附近設有遠州鐵道（遠鐵巴士）野部巴士巴士站。日間毎小時設有2班（星期六及假日，毎小時1班）。
- 遠鐵巴士（日语：遠鉄バス）磐田天龍線（日语：遠州鉄道天竜営業所#磐田天竜線）
  - [30] 二俁（山東）方向
  - [30] LaLaport磐田（日语：ららぽーと磐田） 磐田站方向

## 相鄰車站
天龍濱名湖鐵道
天龍濱名湖線
敷地－豐岡－上野部

## 注腳
1. 1 2  . RAIL FAN (鐵道友之會). 2003-03-01, 50 (2): 25.
2. ↑  掛川市統計書

## 外部連結
- 豐岡站 （页面存档备份，存于）（日語） - 天龍濱名湖鐵道株式會社